# Талассобатиаль
Талассобатиаль — бесшельфовая экологическая зона Мирового океана, представляющая собой склоны океанических островов, подводных гор и хребтов, изолированных от батиальных глубин, окружающих материки. Зона талассобатиали расположена в открытом океане за пределами континентальных шельфов на глубинах порядка батиальных — обычно от 200—500 до 1 000—4 000 м.  Термин был предложен в 1974 и 1979 годах российским ихтиологом А. П. Андрияшевым в работах, посвященных вертикальной зональности морской донной фауны, прежде всего фауны рыб.
Видовой состав донных и придонно-пелагических рыб, как и других бентических гидробионтов, населяющих талассобатиаль подводных поднятий, заметно отличается от фауны батиали и характеризуется высокой степенью эндемизма. Талассобатиаль многих подводных хребтов, изолированных поднятий и островов относится к хорошо известным районам океанического рыбного промысла, где добываются ценные в пищевом отношении виды рыб.